# Le Portalet
Le Portalet (3.344 m s.l.m.) è una montagna delle Alpi del Monte Bianco nelle Alpi Graie. Si trova in Svizzera (Canton Vallese).

## Descrizione
La montagna fa parte del Massiccio Dolent-Argentière-Trient e contorna la svizzera Val Ferret.